# NGC 3706
NGC 3706 је елиптична галаксија у сазвежђу Кентаур која се налази на NGC листи објеката дубоког неба.
Деклинација објекта је - 36° 23' 29" а ректасцензија 11h 29m 44,2s. Привидна величина (магнитуда) објекта NGC 3706 износи 11,4 а фотографска магнитуда 12,4. Налази се на удаљености од 37,436 милиона парсека од Сунца. NGC 3706 је још познат и под ознакама ESO 378-6, MCG -6-25-22, PGC 35417.